# Kanton Rennes-Centre-Sud
Der Kanton Rennes-Centre-Sud war von 1973 bis 2015 ein französischer Wahlkreis im Arrondissement Rennes, im Département Ille-et-Vilaine und in der Region Bretagne. Er umfasste das historische Stadtzentrum der Stadt Rennes südlich des Flusses Vilaine, die Gebiete nördlich des Bahnhofs und das Wohn- und Geschäftsviertel Colombier. 

## Geschichte
Der Kanton entstand durch eine Reorganisation der Wahlkreise im Raum Rennes im Jahr 1973 und trug bis 1985 den Namen Rennes-IX. 2015 wurde der Kanton aufgelöst.

## Politik
Der Kanton hatte bis zu seiner Auflösung folgende Abgeordnete im Rat des Départements:  
| Vertreter im conseil général des Départements | Vertreter im conseil général des Départements | Vertreter im conseil général des Départements |
| Amtszeit                                      | Name                                          | Partei                                        |
| --------------------------------------------- | --------------------------------------------- | --------------------------------------------- |
| 1973–1976                                     | M. Garnier                                    | Centre démocrate (CD)                         |
| 1976–1988                                     | Albert Renouf                                 | PS                                            |
| 1988–2015                                     | Jeannine Huon                                 | PS                                            |